# 鄭璟昊
鄭璟昊（Cheng King Ho，1989年11月7日—），生於香港，香港足球運動員，司職右後衛，現時效力香港超級聯賽球會晉峰。

## 球會生涯
鄭璟昊生於香港，出身於香港老牌球會南華青年軍，他於2008年3月獲提升為南華甲組後備，並且入選2008年亞協盃的南華參賽球員名單，在2008/09年度球季外借予新加入甲組的地區球會天水圍飛馬，於2009年7月與鄭少偉及陳嘉晉兩名天水圍飛馬隊友一同轉投傑志，惟未曾上陣便隨即被外借予小型班大中開始冒起。在2011年夏天轉投標準流浪，惟球季結束後標準流浪會籍借予橫濱FC香港參賽，鄭景昊便隨球隊原有班底加盟重返甲組作賽的老牌球會流浪，於2013年1月20日標準流浪以3–3賽和公民的聯賽，取得加盟後的首個入球。
2013年夏天，鄭璟昊轉投地區球隊天行元朗，年僅25歲已經帶上隊長臂章領軍出戰，前鋒出身的他於2015年獲元朗教練陳浩然轉型為右後衛，攻守兼備之餘更獲得香港隊教練金判坤青睞，入選了世界盃亞洲區外圍賽的最終名單。於2014年10月19日天行元朗作客以1–2不敵傑志的聯賽，取得當季的首個入球。
2015年，鄭璟昊以隊長身份協助元朗取得聯賽第6名，季內還獲香港隊教練召入隊友賽關島；季後約滿元朗後隨即獲多間港超球會招手，在2015年6月3日宣佈加盟班霸東方，並於2015年12月20日東方以3–1擊敗前球會元朗的菁英盃分組賽，取得了加盟後的首個入球。，在亞冠盃分組賽主場對韓職勁旅水原藍翼的賽事，由於個別外援球員不合符上陣資格，令鄭璟昊踢回最擅長的右中場位置，因長期擔任右後衛後，具備防守意識，使他在協防上有不少貢獻，更在下半場能組織具威脅反擊，惟隊友們都未能把握，但鄭璟昊仍踢出個人近年的代表作。
其後，鄭璟昊被東方龍獅接連外借至其母會佳聯元朗及升班馬晉峰。

## 國際賽生涯
2011年，鄭璟昊為香港U23出戰後，曾入選省港盃首回合的香港隊大軍，最終卻因傷退隊，未嘗入選大港腳。2015年3月28日，香港隊在旺角大球場舉行的國際足球友誼賽迎戰關島，鄭璟昊首次正選代表香港隊上陣發揮不俗，最終香港以1–0險勝關島。2016年5月23日，鄭璟昊入選香港代表隊的決選名單，出戰在緬甸仰光舉行的緬甸AYA銀行盃2016。2016年6月3日，緬甸AYA銀行盃2016，香港在法定時間以2–2賽和越南，但最終香港在互射12碼階段以3–4不敵越南，只能角逐季軍戰，鄭璟昊正選上陣並踢足全場。2016年6月6日，緬甸AYA銀行盃2016季軍戰，鄭璟昊首次擔當香港隊隊長，並踢足全場，但最終香港以0–3不敵緬甸，包尾列第4而回。

## 個人生活
雖然鄭璟昊為班霸東方的後衞，惟他欠缺防守意識，加上表現低沉，卻仍然一直受香港代表隊教練金判坤挑選入隊，令他有「金井」這稱號。
2022年12月，鄭璟昊與葉鴻輝和梁振邦在佐敦恆豐中心合資開西餐廳。但已於2023年5月22日結業。

## 演藝事業
2009年，鄭璟昊以客串身份參與由無綫電視製作的《南華夢飛翔》的演出。

## 榮譽
東方龍獅
- 香港超級聯賽冠軍（2015–16季度）
- 香港高級組銀牌冠軍（2015–16季度）
- 香港社區盃冠軍（2016年）

香港代表隊
- 龍騰盃冠軍（2010年）
- 港澳埠際賽冠軍（2008、2010年）

## 外部連結
- 香港足球總會網站球員註冊資料 （页面存档备份，存于）